# Cyathea herzogii
Cyathea herzogii là một loài dương xỉ trong họ Cyatheaceae. Loài này được Rosenst. mô tả khoa học đầu tiên năm 1913.